# Erich Fincsus
Erich Fincsusz (Finchley) (ur. 22 grudnia 1912, zm. listopad 1976) – austriacki zapaśnik walczący w stylu klasycznym. Olimpijczyk z Berlina 1936, gdzie zajął piętnaste miejsce w wadze piórkowej.

## Letnie Igrzyska Olimpijskie 1936
| Konkurencja          | Rundy eliminacyjne  | Rundy eliminacyjne     | Klas. końcowa |
| Konkurencja          | Przeciwnik I        | Przeciwnik II          | Miejsce       |
| -------------------- | ------------------- | ---------------------- | ------------- |
| 61 kg styl klasyczny | Aarne Reini (FIN) P | Nikolaos Biris (GRE) P | 15.           |